# Stazione di Magliano Romano
La stazione di Magliano Romano è una stazione della ferrovia Roma-Civita Castellana-Viterbo, a servizio del comune di Magliano Romano, nella città metropolitana di Roma Capitale.
Si trova nel territorio comunale di Morlupo.
Dal 1º luglio 2022 è gestita da ASTRAL.

## Strutture ed impianti
La stazione si compone di un modesto fabbricato viaggiatori a due piani (chiuso al pubblico ma in buono stato), una banchina di sosta e due binari, uno di corsa e uno tronco non elettrificato utilizzato da rotabili di servizio.

## Movimento
La stazione è servita dai treni regionali svolti da Cotral nell'ambito del contratto di servizio con la regione Lazio.